# Sialogo (Lumut)
Sialogo is een bestuurslaag in het regentschap Tapanuli Tengah van de provincie Noord-Sumatra, Indonesië. Sialogo telt 1215 inwoners (volkstelling 2010).